# Anna Charlotte Amalie von Nassau-Dietz-Oranien

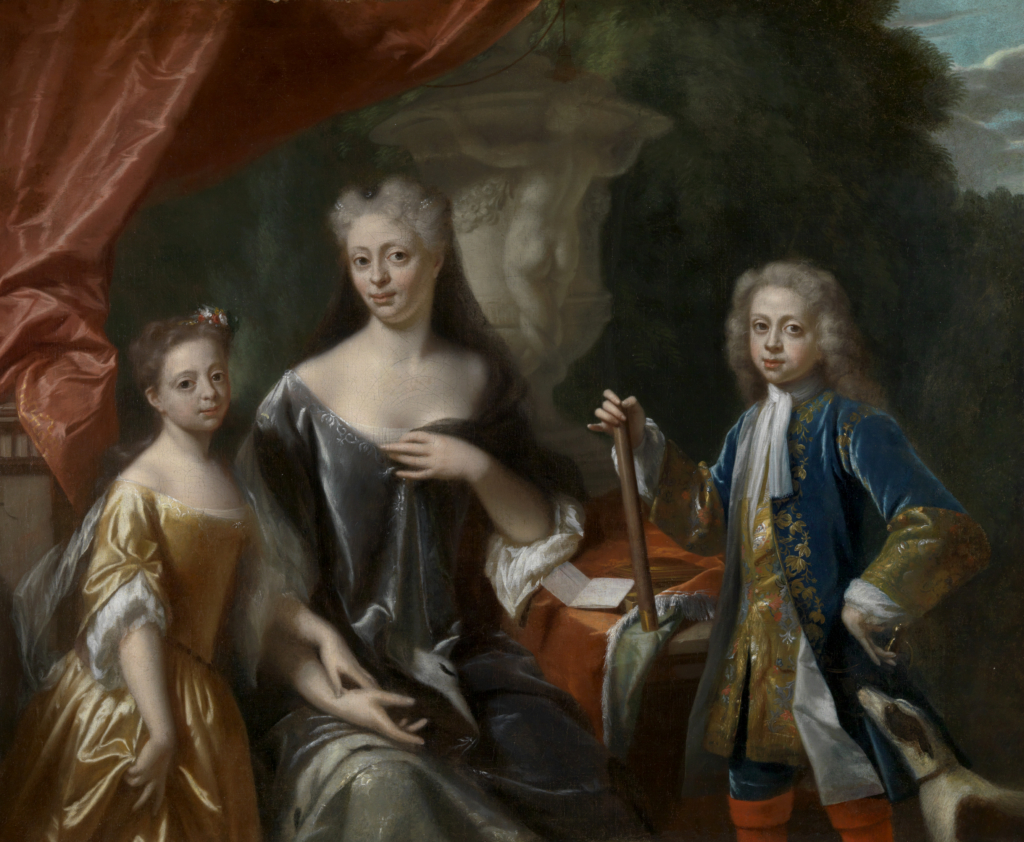
Prinzessin Anna Charlotte Amalie von Nassau-Dietz-Oranien mit Bruder und Mutter

Anna Charlotte Amalie von Nassau-Dietz-Oranien (* 13. Oktober 1710 in Leeuwarden; † 17. November 1777 in Durlach) war Gemahlin des Erbprinzen Friedrich von Baden-Durlach und Mutter des ersten Großherzogs von Baden, Karl Friedrich von Baden.

## Leben
Ihr Vater war Johann Wilhelm Friso von Nassau-Dietz-Oranien, Statthalter der niederländischen Provinz Friesland, ihre Mutter war Marie Luise von Hessen-Kassel. Die Eheschließung mit Friedrich fand am 3. Juli 1727 in Leeuwarden statt. Wegen ihrer vielen Wutausbrüche munkelte man am Hof von Durlach, dass sie geisteskrank sei. Während ihrer Schwangerschaften tyrannisierte sie ihre Dienerschaft. Als weiteres Indiz ihrer angeblichen Geisteskrankheit wird die Tatsache herangezogen, dass sie beim Anblick ihres toten Mannes († 26. März 1732) keine Träne vergoss; man sagte, sie sei geistig nicht mehr da. Ihr Schwiegervater Karl Wilhelm von Baden-Durlach wollte nicht, dass die Mutter Einfluss auf den neuen Erbprinzen Karl Friedrich nahm. Zwar wohnten Sohn und Mutter weiterhin in der Durlacher Karlsburg, jedoch wurde Anna Charlotte in einer anderen Wohnung in der Karlsburg den Rest ihres Lebens von der Außenwelt abgeschirmt. Die Erziehung ihrer beiden Söhne Karl Friedrich und Wilhelm Ludwig übernahm ihre sittenstrenge Schwiegermutter Magdalena Wilhelmine von Württemberg.

## Ehe und Nachkommen
- 1. Karl Friedrich (* 22. November 1728; † 10. Juni 1811), Markgraf, Kurfürst und Großherzog von Baden
- 2. Wilhelm Ludwig (* 14. Januar 1732; † 17. Dezember 1788), Prinz von Baden